# Hyposmocoma domicolens
Hyposmocoma domicolens là một loài bướm đêm thuộc họ Cosmopterigidae. Nó là loài đặc hữu của Maui và có thể Molokai, Lanai và Hawaii. Loài địa phương ở Makawao.